# 皇家坦克團
皇家坦克團（英語：Royal Tank Regiment，縮寫RTR）是世界上歷史最悠久的坦克部隊，由英國陸軍於1916年第一次世界大戰期間組建。 今日，它是英國陸軍第12裝甲步兵旅的裝甲團。其前身為坦克軍和皇家坦克軍，隸屬於皇家裝甲兵團。

## 歷史
皇家坦克團是隨著坦克的發明而組建的。1916年9月第一次世界大戰索姆河戰役期間的弗萊爾-庫塞萊特戰役，坦克首次被使用。當時，六個坦克連被編入機槍兵團。1916年11月，8個坦克連分別擴充為營（仍以字母A到H標識），並定名為重型支隊，1918年1月，另外7個坦克營（I至O）成立，當時所有營都改為編號單位。1917年7月28日，重型支隊與陸軍的其他兵種分離，並被正式命名為坦克軍。坦克軍此時仍在繼續組建新營，到1918年12月，雖然只有25個營裝備了坦克，但已經組建了26個營，因為第17個營於1918年4月改為裝甲車營。坦克軍的第一任指揮官是休·埃勒斯(Hugh Elles )。坦克軍於1917年11月的康布雷戰役中經歷了許多行動。
戰後，坦克軍被精簡為四個營：第2、第3、第4和第5營。
1923年10月18日，英國國王喬治五世正式授予坦克軍皇家稱號，使其成為皇家坦克軍。1939年4月4日，皇家坦克軍更名為皇家坦克團，並被納入新成立的皇家裝甲兵團。
第二次世界大戰爆發時，皇家坦克團由20個營組成（其中包括8個正規營）。戰爭期間，英軍又組建了四個正規營：第9、第10、第11和第12營。第11營隸屬於第79裝甲師，參加了戰利品行動。英國首相溫斯頓·丘吉爾乘坐第11營的履帶登陸車渡過萊茵河。皇家坦克團參加了第二次世界大戰中的多場戰役，包括敦克爾克戰役、阿拉曼戰役、義大利戰役、緬甸戰役和1944年6月6日的諾曼第登陸。
第二次世界大戰結束後，皇家坦克團參與了韓戰、阿富汗戰爭及伊拉克戰爭。